# Gemensam konsoliderad bolagsskattebas
Gemensam konsoliderad bolagsskattebas (engelska: Common Consolidated Corporate Tax Base, CCCTB) är ett förslag av Europeiska kommissionen för att ta fram en gemensam företagsskattebas inom Europeiska unionen.
Med Lissabonstrategin från 2000 avser EU att bli världens mest konkurrenskraftiga kunskapsbaserade ekonomi. En del i detta arbete är att avlägsna de hinder på EU:s inre marknad som finns för gränsöverskridande näringsverksamhet, så som diskriminering eller skillnader i regelverk. 2001 identifierade kommissionen att situationen med (då) 15 olika system för företagsbeskattning utgjorde ett sådant hinder, eftersom det hade snedvridande effekter på företags investeringsbeslut och ökade företagens administrativa kostnader. Kommissionen ansåg att lösningen på detta var att ta fram en gemensam skattebas för företagsskatt inom EU.
En arbetsgrupp inom kommissionen arbetar sedan 2004 med att ta fram ett förslag till hur en sådan gemensam skattebas ska utformas och avgränsas. Arbetsgruppen träffas fyra gånger per år och består av experter från alla (numera) 27 medlemsländer. Syftet med gruppen är att:
- undersöka den tekniska utformningen av en gemensam skattebas
- diskutera grundläggande principer för beskattning
- diskutera de grundläggande elementen i en gemensam skattebas
- diskutera andra relevanta tekniska detaljer

Ett förslag till CCCTB skulle ha lagts fram under 2008 blev blivit försenat.
I mars 2011 presenterade kommissionen ett förslag till CCCTB.
Förslaget från kommission har kommenterats av bland andra Svenskt Näringsliv och Business Europe. För att vara av intresse för näringslivet, måste en gemensam konsoliderad bolagsskattebas vara frivilligt för företagen, möjliggöra konsolidering av vinster och förluster från systemets början, möjliggöra förenklingar genom att endast en deklaration behöver lämnas för hela koncernen, så kallad ”one stop shop”, samt inte innebära beslut om skattesatser. Varje regering måste behålla rätten att fastställa skattesatser, även inom ramen för en gemensam konsoliderad bolagsskattebas.
I september 2023 drog kommissionen tillbaka sitt förslag om CCCTB och CCTB (gemensam bolagsskattebas). Istället presenterade kommissionen ett nytt förslag – Befit – som är tänkt att innehålla gemensamma bestämmelser om bolagsskattebasen för vissa grupper av större företag. Kommissionens ambition är att förslaget ska träda i kraft den 1 januari 2026. Det måste först godkännas av Europeiska unionens råd i enlighet med ett särskilt lagstiftningsförfarande.